# Internal
Internal — третій студійний альбом українського фольк-гурту АтмАсфера. Потрапив до 10 найбільш завантажуваних українських альбомів 2012 року на торент-трекері «Гуртом».

## Історія
Робота над альбомом тривала досить довго, — перші записи роблено ще 2009 року. Географія творення пісень досить широка: учасники ловили натхнення в Україні та в Румунії, в Польщі та в Норвегії, і, навіть, в Швеції. За час написання альбому гурт змінив свій склад — до гурту приєднався новий гітаріст Михайло (Міша) Пузюрін. Запис Internal проходив в Києві на студії звукозапису «White Studio», зведенням та мастерингом опікувався Юрій Лич.
Офіційна презентація Internal в Україні відбулася в квітні, однак ще в лютому «AtmAsfera» промувала нову плиту в Еміратах, Чехії та Польщі. Щодо ротацій, то першим увійшов в радіоефіри утвір «Bala». Причому радіостанцією, яка першою отримала право на трансляцію, стала Butterflies Radio (Маямі, Флорида, США). Промо-відео «Internal» доступне за посиланням: 
Настя Яремчук (флейта, вокал):

|  | «Матеріал, зібраний у цьому альбомі, — це музика, переживання, які вийшли з найглибших куточків серця кожного з нас. Вона несе в собі певне послання, яке важко окреслити словами, вербально — це щось більш тонке, його можна відчути. Це ті емоції та переживання, які відчуваєш, коли сам на сам із собою, це дуже відверті речі, які ніколи нікому не розповідаєш. Ми назвали альбом „Internal“ — внутрішній, адже найважливіші речі народжуються глибоко в середині, вони завжди з нами, але ми часто не чуємо їх. Це певною мірою стильовий та емоційний рубіж нашої тврчості. Альбом можна назвати завершенням певної творчої епохи в нашій музиці. Туди увійдуть багато композицій, які ми творили ще з нашими друзями Сашею Гончаруком та Ігорем Сасом. Пісні, які увійшли до альбому, досить різні за звучанням, але подібні за енергетикою і своїм посланням. Коли народжувались всі ці пісні, ми багато експериментували, імпровізували, навіть не ставили за мету створити певний альбом на певну тему. Музика народжувалась сама по собі, коли хотіла і як хотіла, було багато спонтанності і свободи (волі), не було жодних часових і стильових обмежень. Ми не оцінюємо, погано це чи добре, просто так було… Можливо тому часто форми пісень нестандартні, несподівані переходи в гармонії і в настрої, пісні зазвичай довгі і не мають чіткого кінця. Просто доводилось закінчувати, але можна б було імпровізувати далі ☺. Мабуть, щоб зрозуміти цю музику, в неї потрібно зануритись з головою і пережити її разом з нами…(с)» [джерело?] |

## Критичні відгуки
Посів 5-ту сходинку «20 найкращих українських альбомів 2012 року» за версією MusicInUa. «Tetralogy Apocalypse» названо «альбомом в альбомі».
На думку Rock.ua, реліз став потужнішим, більш електричним, що добре відчутно у швидких піснях. Musical Discoveries відзначили, що у «Where Should I Go», крім вокалу, тему Говінди, яка повторюється впродовж усього альбому, підтримує саксофон і струнні. «Bala» названо «коротким бадьорим треком з кельтським колоритом».

## Виконавці
- Анастасія Яремчук — флейта, вокал
- Юлія Яремчук — клавішні, вокал
- Андрій Шадій — мандоліна, електрогітара, саксонет, трембіта, вокал
- Андрій Черкасов — бас-гітара, бек-вокал
- Тімур Ґоґітідзе — ударні, дарбука
- Міша Пузюрін — гітара
- Олександр Гончарук — скрипка
- Ігор Сас — гітара
- Юрій Яремчук — саксофон

## Список пісень
1. «Intro»

2. «Where Should I Go»

3. «Bala»

4. «Almost»

5. «Lonely Night»

Tetralogy Apocalypse
6. «War»

7. «Inside»

8. «Inspiration»

9. «Life»

10. «Voice of the Wind»

11. «Fly Away» (бонус-трек)

12. «Viva (Song for UEFA Euro 2012)» (бонус-трек)

13. «Almost» (radio)